# Ланге, Нора
Нора Ланге (исп. Norah Lange, 23 октября 1905, Буэнос-Айрес — 4 августа 1972, там же) — аргентинская писательница, поэтесса.

## Биография
Дочь иммигрантов — норвежца Гуннара Ланге и наполовину ирландки, наполовину норвежки Берты Эрфьорд. Детство провела в Мендосе, где работал отец. Входила в авангардные литературные группы Мартин Фьерро и Проа (Форштевень), была близка к ультраистам, Борхесу (он сопроводил предисловием дебютную книгу её стихов) и Леопольдо Маречалю (который вывел её в романе Адам Буэносайрес под именем Сольвейг Амундсен). Со второй половины 1920-х годов публиковала романную прозу, что в тогдашних условиях было вызывающим новшеством. Встречалась с Лоркой и Нерудой во время их приездов в Буэнос-Айрес. В 1943 вышла замуж за поэта Оливерио Хирондо. После автомобильной катастрофы, искалечившей мужа в 1961, отдавала много времени его архиву, публикации его стихов. Пятый роман писательницы «Стеклянная комната» остался незаконченным, опубликован в посмертном собрании сочинений.

## Произведения

### Поэзия
- Улица вечером/ La calle de la tarde (1925)
- Дни и ночи/ Los días y las noches (1926)
- El rumbo de la rosa (1930)

### Проза
- Голос жизни/ Voz de la vida, роман (1927)
- 45 дней и 30 моряков/ 45 días y 30 marineros, роман (1933)
- Детские тетради/ Cuadernos de infancia, автобиография (1937, премия г. Буэнос-Айрес; фр. пер. 2008, нем. пер. 2010)
- Discursos (1942)
- Пока они живы/ Antes que mueran, воспоминания (1944)
- Personas en la sala, роман (1950)
- Два портрета/ Los dos retratos, роман (1956)

### Сводные издания
- Obras completas, en dos tomos. Rosario: Beatriz Viterbo, 2006 (со вступительной статьей Сесара Айры).
- Papeles dispersos. Rosario: Beatriz Viterbo Editora, 2012

## Признание
Почетная премия и золотая медаль Аргентинского сообщества писателей (1959). В 2000-е годы интерес к фигуре и творчеству Норы Ланге возрастает, её произведения перепечатаны во многих антологиях латиноамериканского авангарда, феминистской прозы и др., ей посвящён ряд диссертаций, защищенных в Америке и Европе.